# Anáfora cero
La anáfora cero o nula es el fenómeno por el cual un pronombre (típicamente en función de sujeto o complemento directo, pero también en otras funciones) es omitido en el discurso cuando puede ser pragmáticamente inferido del contexto. Las condiciones que permiten esta elisión varían de lengua a lengua. Este fenómeno, cuando se refiere al sujeto de la oración, está relacionado con el llamado pro-drop. 

## Ejemplos
La anáfora cero es común en español (y en muchas lenguas en las que el verbo está coindexado con el sujeto) cuando se trata del sujeto. En el siguiente ejemplo el sujeto de la segunda oración ("María") es omitido porque puede inferirse inmediatamente del contexto (la omisión se marca habitualmente con el signo "ø" o "Ø")
María fue la primera en llegar. Ø Trajo el postre para la cena.
En lenguas como el inglés, este tipo de elisión solo es permisible en contextos muy concretos; por ejemplo, en la coordinación de oraciones con sujeto correferencial
Mary came yesterday. She brought the salad for the dinner.
Mary came and Ø brought the salad for the dinner.